# Нишад Юсуф
Нишад Юсуф (англ. Nishadh Yusuf; 9 февраля 1981, Харипад, Керала — 30 октября 2024, Кочин) — индийский монтажёр, работавший преимущественно в фильмах на малаялам. Лауреат кинопремии штата Керала.

## Биография
Родился в семье отставного военного Мохаммеда Юсуфа и его жены Лайлы Биви из Харипада, Керала.
После школы он поступил в колледж, где изучал анимацию, визуальные эффекты и монтаж, и в итоге получил диплом в области пост-продакшна.
Получив образование, стал работать на студии в Тривандраме, начав с монтажа телевизионных сериалов. Несколько раз выступил в качестве внештатного монтажёра. Среди фильмов, с работой над которыми он помогал — «24 кадама на север» (2013), «1971: Вне границ» (2017) и Kuttanadan Marpapa (2018).
В начале 2010-х режиссёр Винайян, у которого Нишад ранее искал место помощника монтажёра, испытывал трудности с набором технических специалистов, и доверил ему монтаж своего фильма Raghuvinte Swantham Raziya (2011), а затем и следующего — Dracula 2012, вышедшего в 3D формате. Другой режиссёр, с которым Нишад часто сотрудничал, — Халид Рахман.
Как самостоятельный монтажёр Нишад принял участие в таких фильмах как «Пуля» (2019), One, Operation Java (2021), Udal, Saudi Vellakka, 1001 Nunakal (2022), Aalankam, Ramachandra Boss & Co, Chaaver (2023) и Adios Amigo (2024). За работу в комедийном боевике Thallumaala (2022) он был награждён кинопремией штата Керала. Монтаж фильма называют главным фактором, сделавшим его хитом.
Утром 30 октября 2024 года Нишад был найден повешенным в своей квартире в Кочине. У него остались жена Шифа, сын Мухаммад Зидан и дочь Лиара Зира.
На момент смерти Нишад работал над фильмами Bazooka Дино Дениса и Alappuzha Gymkhana Халида Рахмана . Он также успел закончить монтаж тамильского боевика Kanguva, который вышел в прокат в ноябре того же года.